# Kintore (Australia)
Kintore (en pintupi: Walungurru)  es un remoto pueblo en el Territorio del Norte de Australia, ubicado a unos 530 kilómetros al oeste de Alice Springs y cerca de la frontera con Australia Occidental. Según el censo de 2011, Kintore tenía una población de 454 habitantes, de los cuales 413 (el 91%) se identificaban como aborígenes.
Fue fundado en 1981, cuando muchos pintupi que vivían en Papunya (a unos 200 kilómetros de Alice Springs) se mostraron insatisfechos con sus circunstancias en lo que ellos consideraban un país extraño, y decidieron mudarse nuevamente a sus propias tierras, de las cuales habían sido expulsados forzosamente debido a las pruebas de armamentos del Área Prohibida de Woomera en Australia Meridional.
Kintore es administrado por el Shire de MacDonnell Occidental, la cual tiene su sede en Alice Springs. La comundidad también tiene una escuela financiada por el gobierno del Territorio del Norte, una tienda de víveres independiente llamada Puli Kutjarra (que significa Dos Rocas/Montañas en el idioma pintubi), una pista de aterrizaje, una clínica de salud privada llamada Pintubi Homelands Health Service, un centro de mujeres llamado Ngintaka Women's Centre, una escuela secundaria operada por Yirrara, y un centro de arte operado por Papunya Tula. El pueblo está ubicado en el electorado de Namatjira y el electorado federal de Lingiari.
Kintore es un importante centro del movimiento artístico del Desierto Occidental, el cual comenzó en la comunidad de Papunya. Estos pueblos solían comunicar historias del Tiempo del Sueño tradicionalmente a través del arte en rocas, arena y plantas locales. Hoy en día estas pinturas son realizadas en lienzos y han ganado en popularidad a nivel mundial. Varios miembros de la famos compañía de arte aborigen de Papunya Tula viven en Kintore.
En el idioma pintupi la comunidad de Kintore es conocida como Walungurru.
Kintore es mencionada en la canción de Midnight Oil "Beds Are Burning" (del álbum Diesel and Dust): "Four wheels scare the cockatoos/From Kintore East to Yuendumu" (en español, Carros asustan a las cacatúas/Desde Kintore hasta el este en Yuendumu).
El equipo de fútbol australiano local son los Walungurru Hawks.